# 西上將
西上將（σ Leo / 狮子座σ）也称太微右垣二，是狮子座的一颗蓝白恒星，在中国古代星官中属于太微垣的太微右垣。它视星等为+4.05，是狮子座的第四亮星，光谱型B9.5V。